# Santo Calì
Santo Calì, noto col nome di Santino Calì (Linguaglossa, 21 ottobre 1918 – 16 dicembre 1972), è stato un poeta, scrittore ed enigmista italiano.

## Biografia
Dopo aver frequentato l'università di Roma, sotto la guida dei maggiori studiosi del tempo, si laureò a Catania con una tesi dal titolo Il Folklore nella zona Nord-orientale dell'Etna, rivelando già da allora il suo vivo interesse per le tradizioni della sua terra. 
Fu un uomo poliedrico, dagli interessi vastissimi, che si impegnava con passione in tutto ciò in cui credeva. 
Dedicò la sua vita all'impegno politico, all'insegnamento e alla cultura. Da giovane militò nel movimento separatista e in seguito si iscrisse al Partito Comunista, all'interno del quale partecipò attivamente alla vita politica di Linguaglossa. Come insegnante egli fu tra i primi ad utilizzare un nuovo modo di fare scuola, più democratico e più aperto alle novità. In tempi in cui non si parlava d'attualità a scuola, egli collegava spesso la sua didattica ai fatti del presente e a tale scopo, ad esempio, portava il giornale a scuola e lo commentava insieme ai suoi alunni. 
Calì fu un fine letterario ed erudito. Tradusse in siciliano e reinterpretò diversi poeti del passato, come i poeti dell'Antologia palatina (1967) in Mara Sgamirria, Marziale in Epigrammi di Marziali, Giovenale in Fimmina, scrisse saggi di folklore, di etnologia, di sociologia, di storia e di storia dell'arte. Per gli studenti di Linguaglossa, scrisse il testo Il mio paese (1959), ricco di notizie sulle leggende, sui canti, sugli uomini illustri, sulla storia di Linguaglossa. Nel testo ci sono anche dati statistici sul territorio, sulla popolazione, sulla geografia e sull'economia del paese. Egli inoltre raccolse e commentò le poesie degli alunni del liceo in cui insegnava e provvide a farli pubblicare nei due testi Giacinti per il tuo spirito (1966) e Tulipano rosso (1971).
Nel libro Leggendario dell'Etna furono raccolte invece otto leggende, apprese dal poeta dalla voce dei contadini e dei pastori che abitavano sulle pendici del vulcano e riscrisse utilizzando un linguaggio dove coesistono il registro letterario e il registro popolare, creando un mirabile gioco linguistico, in base al quale si alternano i toni idilliaci delle descrizioni dei paesaggi etnei ai toni popolari del colorito lessico linguaglossese.
Ha insegnato al liceo ginnasio "Michele Amari" di Giarre. A lui il preside Girolamo Barletta dedicò due libri commemorativi. 

## Poesia
Santo Calì compose numerose poesie dialettali. Aveva iniziato nel 1947, con l'opera Mungibeddu, che, pur ricevendo vivi apprezzamenti e meritandosi numerosi premi, presentava ancora un vocabolario ricco di italianismi; si era poi concesso una pausa di molti anni, perché troppo impegnato in molte altre attività, ed aveva ripreso pochi anni prima di morire con un'abbondante produzione di elevata maturità linguistica e artistica. Le sue poesie, infatti, sono scritte in un dialetto che è assurto a vera e propria lingua. 
Questa conquista fu il risultato di un lungo lavoro di ricerca di canti popolari, leggende, frasi, termini della gente più umile dell'Etna, e il frutto di un'approfondita ricerca storica sul '700 siciliano, in particolare sull'opera di Domenico Tempio e sugli archivi della famiglia Privitera. Alcune delle sue poesie sono d'amore, la maggior parte invece esprime una forte tensione politica e sociale, dalla quale traspare il dolore per le condizioni di sfruttamento cui erano soggetti i contadini. Molte delle sue composizioni poetiche furono pubblicate postume nella raccolta La notti longa (1972).

## Annullo filatelico
Nel 2018 il Comune di Linguaglossa ha dedicato al poeta e intellettuale siciliano un annullo filatelico speciale per il Centenario della nascita, durante un convegno organizzato dal centro studi "Fondo Santo Calì", dall'associazione "Cultura Aetnae" e dall'Istituto comprensivo "Santo Calì" di Linguaglossa con due giornate dedicate.

## Opere
- Mara Sgamirria (1967) (traduzione dialettale di poeti dell'Antologia palatina)
- Epigrammi di Marziali (traduciuti cu la cuscienza du lupu)
- Fimmina (1968) (rifacimento della sesta satira di Giovenale)
- Liber capitulorum (1964)
- Folklore etneo (1959)
- Le strade aspettano un nome (1959)
- La pazienza dei contadini (1959)
- Il mio paese (1959)
- Il sindaco dei contadini (1961)
- Cento lire al giorno per morire di fame (1962)
- Giacinti per il tuo spirito (s.d., ma 1966)
- Custodie francescane-cappuccine in Sicilia (1967)
- Frate Feliciano da Messina, il Raffaello dei Cappuccini (1968)
- I quattro conventi cappuccini di Catania (1968) - Premio del Ministero della Pubblica Istruzione
- Il soggiorno isolano di Milluzzo (1967)
- Latitudini d'arte (1969)
- Saraceni di Sicilia (1971)
- Frati Gilormu: sette misteri e litania finale per S. Francesco (1966)
- E un diavulu arreri a ogni zappinu (1966)
- Canti siciliani (1966 e 1967)
- Josephine (1969)
- Domenico Tempio e la poesia del piacere (con Vincenzo Di Maria) (1970), 2 voll.
- Un tulipano rosso: i giovani e la poesia di contestazione (1971)
- La lunga stagione di salvatore Incorpora (1970)

### Pubblicati postumi
- La notti longa (1972)
- Yossiph Shyryn (1980)
- Lamentu cubbu (1991)
- I diavoli del Gebel - Leggendario dell'Etna (1995)
- Leggendario dell'Etna (2000)
- Clerys - Carnet di viaggiu (2003)
- Viggilia franciscana (a cura di Rosario Castelli, Valverde 2012, Edizioni Le farfalle - ISBN 978-88-98039-04-3)